# Денисов, Кирилл Георгиевич
Кири́лл Гео́ргиевич Дени́сов (25 января 1988, Трёхгорный) — российский дзюдоист, выступает в категориях до 90-100 кг. Чемпион Европы 2013 в Будапеште и I Европейских игр 2015 в Баку. Заслуженный мастер спорта России. Участник Олимпиады в Лондоне 2012 и Рио-де-Жанейро 2016.

## Биография
Отец — Георгий Анатольевич, мать — Светлана Владимировна. В секцию дзюдо Кирилла в 7 лет привела мама; первый тренер В. В. Федичкин.
Окончил Южно-Уральский государственный университет. С 2008 года выступает за клуб «Явара-Нева».

## Спортивные достижения

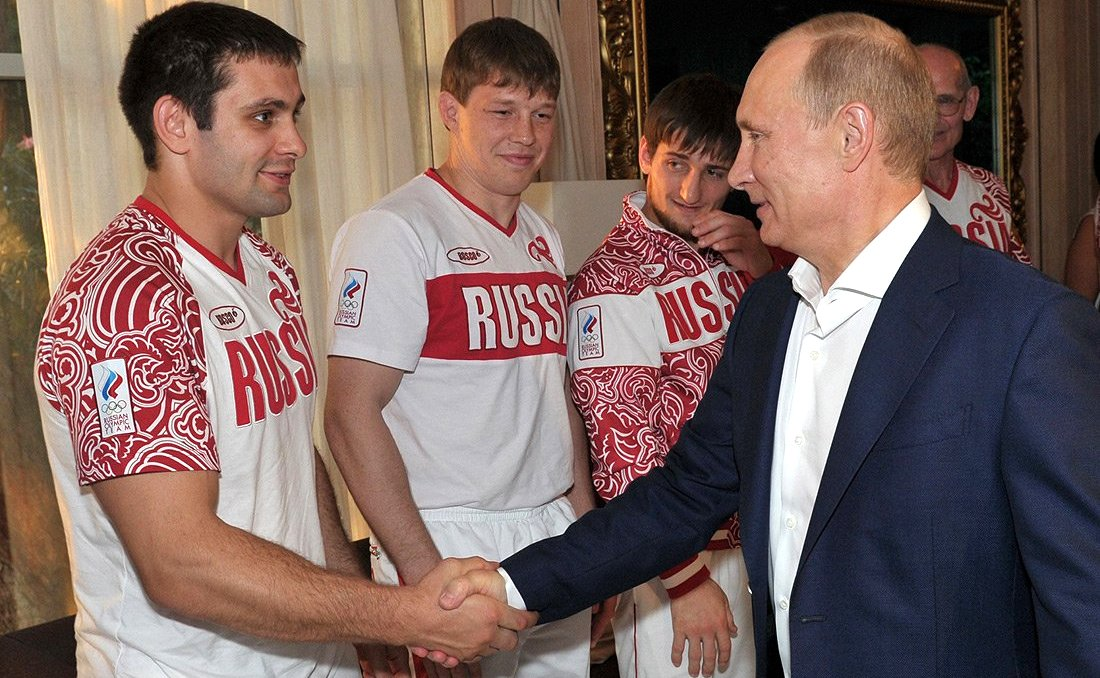
Денисов (слева) на встрече олимпийской сборной по дзюдо с Владимиром Путиным

- 2-кратный серебряный призёр чемпионата мира по дзюдо: 2009 и 2015.
- Победитель турнира серии «Большой Шлем» в Рио-де-Жанейро, Бразилия (2009).
- 3-кратный Бронзовый призёр чемпионата мира по дзюдо: 2010, 2013 и 2017
- Чемпион Европы: 2013.
- Серебряный призёр чемпионата Европы по дзюдо 2011.
- Серебряный призёр Judo World Masters 2013 в Тюмени.
- Чемпион I Европейских игр в Баку 2015.

## Награды
- Заслуженный мастер спорта России
- Заслуженный работник физической культуры Челябинской области (25 июля 2022) — за высокие спортивные достижения, пропаганду здорового образа жизни, большой личный вклад в развитие дзюдо в Челябинской области и Российской Федерации